# Lonnie Kjer
Lonnie Høgh Devantier Askou Kjer, tidigare känd som Lonnie Devantier, född 28 november 1972 i Middelfart, är en dansk sångerska och låtskrivare. Hon är mest känd för att ha representerat Danmark i Eurovision Song Contest i Zagreb 1990 med låten ”Hallo Hallo”.
Lonnie Kjer är utbildad i bl.a. rytmisk sång från Rytmisk Musikkonservatorium i Köpenhamn. Hennes musikaliska förebilder är Tracy Bonham, Tim Christensen och Claus Hempler. Hon blev som 17-åring rikskänd då hon vann med låten ”Hallo Hallo” i Dansk Melodi Grand Prix 1990. Hon fick därmed representera Danmark i Eurovision Song Contest i Zagreb i det forna Jugoslavien (nu Kroatien) och slutade på en 8:e plats (av totalt 22 låtar) med 64 poäng. Hon gav ut sitt debutalbum ”Nu er det min tur” 1991. Därefter höll hon under en lång tid en relativt låg profil. Hon fortsatte dock med att skriva låtar, främst till andra artister. Tillsammans med Liv Beck driver hon idag firman Beck&Kjer.
År 2006 skrev hon texten till låten ”Grib mig”, vilken framfördes i Dansk Melodi Grand Prix av Trine Jepsen och Christian Bach. År 2008 utgav hon ett eget album, "Tæt På", under sitt nuvarande namn och året därefter utgav hon albumet ”13 Songs” tillsammans med Stefan Mørk. Detta samarbete har utvecklats till bandet Dark & Dear.
Kjer bor idag på Amager och har två barn.